# Butleria polyspilus
Butleria polyspilus is een vlinder uit de familie van de dikkopjes (Hesperiidae). De wetenschappelijke naam van de soort is voor het eerst geldig gepubliceerd in 1862 door Felder. Dit taxon wordt wel beschouwd als een ondersoort van Butleria paniscoides.